# Mladinska aktivistična organizacija
Mladinska aktivistična organizacija (MAO) je slovensko mladinsko gibanje, ustanovljeno leta 2020, katerega namen je spodbujanje mladih k aktivnemu političnemu udejstvovanju.
MAO je sodeloval pri petkovih protivladnih protestih in organizira okoljske shode. Gibanje MAO je tudi spisalo peticijo proti policijskemu nasilju.

## Pregled
MAO je mladinsko aktivistično gibanje, ki združuje srednješolce in študente, ter mlade spodbuja k političnemu aktivizmu. Člani MAO lahko postanejo kdorkoli, ki je dopolnil starost 13 let. MAO se v svojem statutu označuje za prostovoljno, samoorganizirano in demokratično politično aktivistično gibanje mladih. MAO v statutu izraža tudi voljo za sodelovanje z drugimi somišljeniškimi organizacijami znotraj in zunaj Slovenije. Gibanje MAO je aktivno na družabnih omrežjih Instagram, Twitter in Facebook. V MAO ne izključujejo možnosti, da bi gibanje po obdobju nekaj let preoblikovali v politično stranko. Gibanje MAO je v izjavi navedlo, da je gibanje kratico "MAO" izbralo kot namerno provokacijo, ki da ne predstavlja privrženosti maoizmu, in ob tem izrazilo odrekanje podpore vsem oblikam totalitarizma, diktature in tiranije.
MAO je zahteve strnila v naslenjih 10 sklopov: spoštovanje vseh človekovih pravic, šolska reforma, politična in spletna kultura govora, svoboda in delovanje medijev, boj proti rasizmu in nacionalizmu, zdravstvena reforma, kultura, razvojna naravnanost okoljske politike, pregon korupcije in razpust oz. odstop 3. vlade Janeza Janše.
MAO sodeluje z združenjem Mladi za podnebno pravičnost. V MAO navajajo, da jim je programsko deloma blizu program stranke Levica (s katero so se prestavniki MAO leta 2020 tudi sestali na pogovoru o ciljih gibanja), izrekajo pa tudi podporo Koaliciji ustavnega loka.

## Zgodovina
Predstavnik Gibanja MAO Lars Podkrajšek je v intervjuju za Delo oktobra 2020 navedel, da MAO nekaj mesecev po ustanovitvi že šteje več kot 60 aktivnih članov in "še veliko več" pasivnih članov, jedro organizacije pa so po njegovem mnenju sestavljali mladi med 14. in 27 letom starosti. Podkrajšek je navedel, da se MAO politično ne umešča niti na levico niti na desnico, ter da MAO ne izreka podpore nobeni stranki ampak zgolj posameznim predlogom. Navedel je tudi, da so se predstavniki MAO na sestanku s stranko Levica pogovorili o ciljih gibanja, prav tako pa je MAO naslovil prošnjo za sestanek na premierja Janšo (ki da je po več kot mescu dni ostala brez odziva) in na druge politične stranke.

### Seznam akcij MAO
- Petkovi protivladni protesti (14. 8. 2020-, Ljubljana)
- Solidarnostna akcija s protestniki v Belorusiji (18. 8. 2020, Ljubljana)
- Akcija na Strateškem forumu (31. 8. 2020, Bled)
- Akcija v podporo Julianu Assangeu (7. 9. 2020, Ljubljana)
- Protestni shod v Anhovem (19. 9. 2020, Anhovo)
- Ne premogu, za prihodnost - akcija za okolje (25. 9. 2020, Ljubljana)
- Parada ponosa 2020 (27. 9. 2020, Ljubljana)
- Solidarnostna akcija z ženskami na Poljskem (29. 10. 2020, Ljubljana)
- Akcija proti sosežigu v TEŠ (17. 11. 2020, Velenje)
- TransMisija VII. - Upor 2020 (18. 11. 2020, spletni dogodek)

## Odzivi in kritike

#### Odzivi na kratico in simbole MAO
Privrženci gibanja MAO so se 4. septembra 2020 udeležili petkovega protivladnega protesta s transparenti s kratico gibanja. Na fotografijo se je odzval predsednik vlade Janez Janša, ki je dan kasneje na Twitterju zapisal: »Politična levica v Sloveniji. Lenin, Marx in Stalin zanjo niso več dovolj radikalni. Zdaj časti Maa. [...]«. MAO se je na Janševo izjavo na Twitter-ju isti dan odzval z navedbo, da so svojo kratico izbrali kot namerno (in uspešno) provokacijo. Izrekanje podpore maoizmu je v fotografiji aktivistov MAO poleg Janše prepoznal in obsodil tudi zgodovinar in novinar TV Slovenija Jože Možina.
Konzervativni spletni medij Domovina je 8. septembra 2020 objavila komentar o MAO, v katerem avtor izraža stališče, da izbor kratice "MAO" ni primeren niti kot provokacija, saj da - v kombinaciji z simbolom dvignjene pesti, ki jo uporablja MAO, in ki da predstavlja "[...] simbol anarhističnih in skrajno levih skupin, še danes jo uporabljajo npr. feministične organizacije, Black Lives Matter in AntiFa [...]" - ustvarja javno podobo gibanja, ki nakazuje na "levo-revolucionarno usmeritev organizacije [...] [ki] v demokratični družbi neprimerna, saj izpodbija temelje naše družbe (demokracija), ni spoštljiva do žrtev maoizma ter ne spodbuja dialoga in spoštovanja."